# Spoorwegmonument (Nijmegen)
Het Spoorwegmonument is een 19e-eeuws beeldhouwwerk in de Nederlandse stad Nijmegen.

## Achtergrond
Het monument werd opgericht in 1884 aan de voet van het Valkhof ter herinnering aan de totstandkoming van de Spoorlijn Nijmegen - Kleef, waaraan sinds 1865 was gewerkt. Het monument werd ontworpen door architect Jan Jacob Weve. Het beeld van de godin Victoria is een afgietsel van een classicistisch beeld dat Christian Daniel Rauch maakte voor de tempel Walhalla bij Regensburg.
In de sokkel, die werd opgericht in neorenaissance stijl, heeft elk van de vier zijden een nis. In een van de nissen is een tekst aangebracht: 

Eendracht maakt macht - ter herinnering aan den bouw van den spoorweg Nijmegen-Cleve door Nijmeegs Burgerij - geopend 8 augustus 1865

De drie overige nissen zijn leeg. Uit oude foto's en de ontwerptekeningen blijkt dat het monument vroeger ook dienstdeed als weerstation. In de drie nissen waren een barometer, een uurwerk en een thermometer aangebracht.

## Waardering
Het monument is erkend als rijksmonument vanwege haar architectuurhistorische, stedebouwkundige en cultuurhistorische waarde, "als goed en gaaf voorbeeld van een herdenkingsmonument uit het laatste kwart van de negentiende eeuw".

## Afbeeldingen

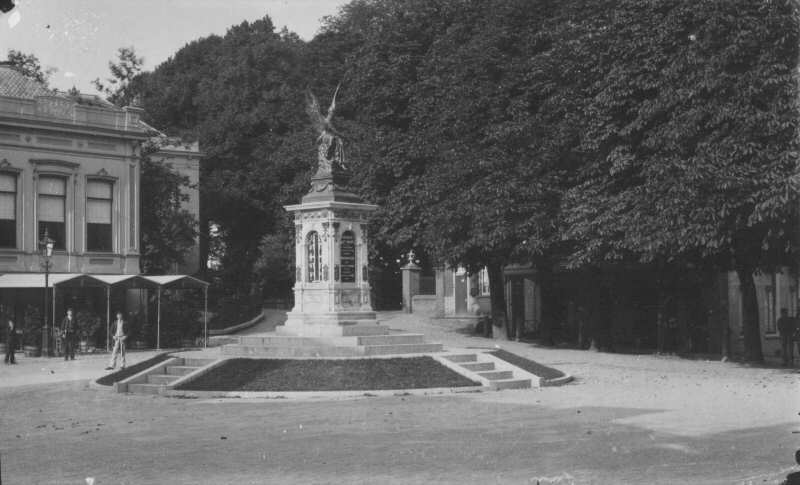
Het monument bij Sociëteit Burgerlust in 1890
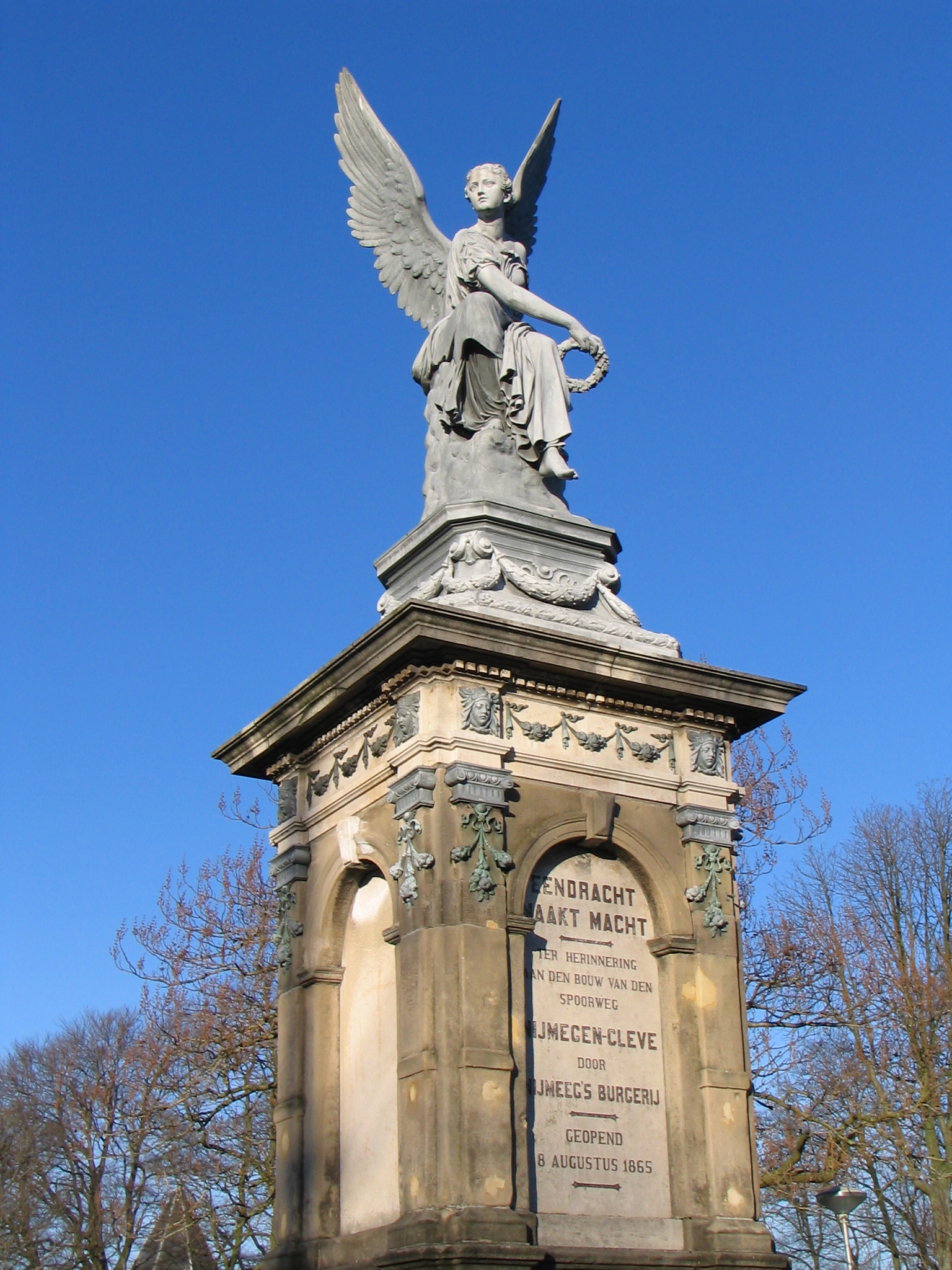
Detailopname uit 2008
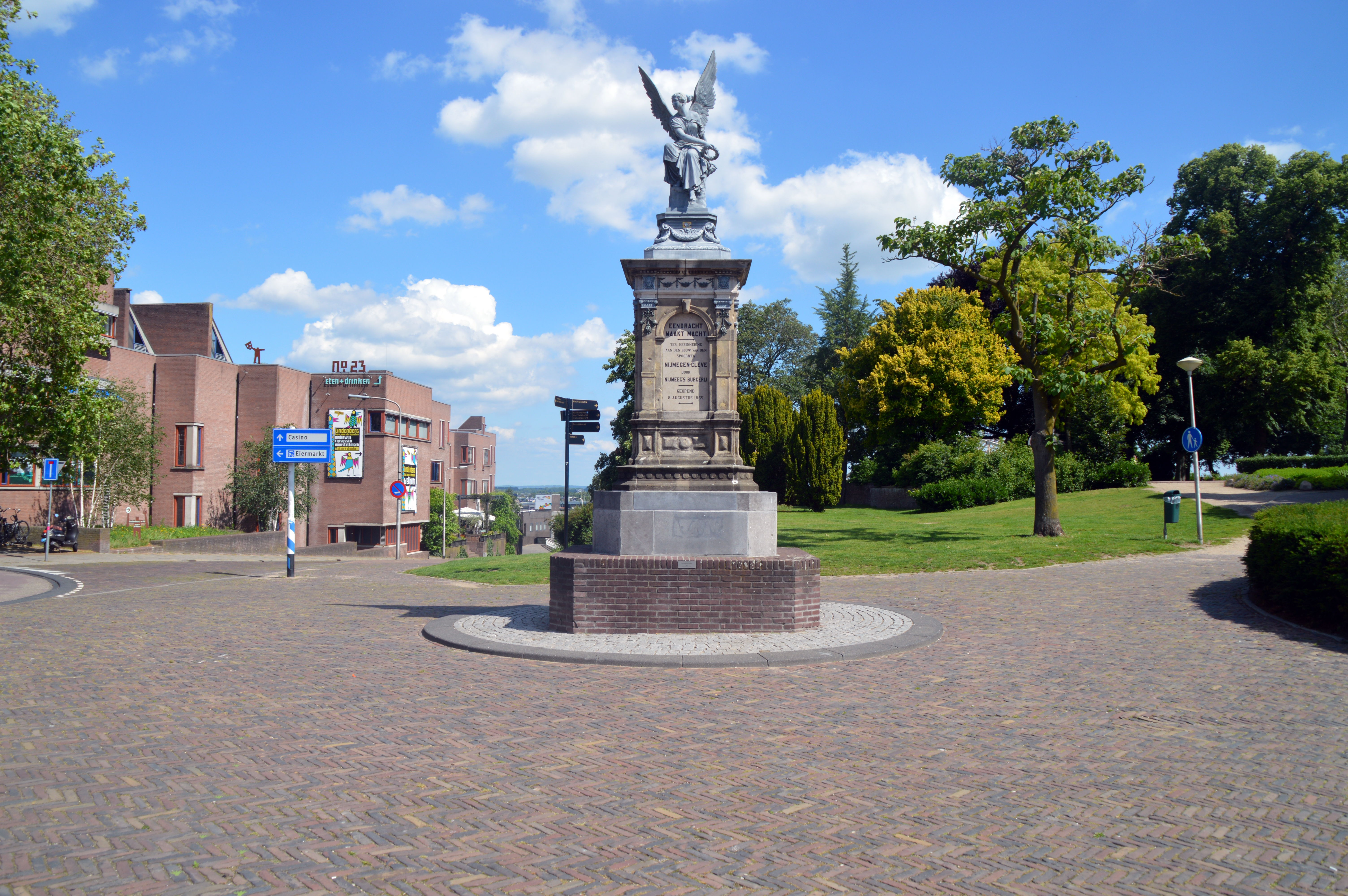
De situatie in 2019